# هاردين باري
هاردين باري (بالإنجليزية: Hardin Barry) هو لاعب كرة قاعدة أمريكي، ولد في 28 مارس 1891 في سوسانفيلي في الولايات المتحدة، وتوفي في 5 نوفمبر 1969 في كارسون سيتي في الولايات المتحدة.

## وصلات خارجية
- هاردين باري على موقعبيزبول رفرنس.كوم (الدوري الرئيسي) (الإنجليزية)
- هاردين باري على موقعبيزبول رفرنس.كوم (الدوري الثانوي) (الإنجليزية)